# Garpenbergs gruvkapell
Garpenbergs gruvkapell är ett gruvkapell vid Garpenbergs gruva i södra Dalarna. Byggnaden är åtminstone från 1600-talets början och är idag (2020) det enda kvarvarande (ovan jord) i Sverige. Kapellets övervåning är inrett som museum med föremål från äldre tiders gruvdrift. Besök bokas via Garpenbergs hembygdsförening.

## Historik

### Bakgrund
I området runt Garpenberg finns rester efter ett trettiotal koppar- och järnhyttor, och Garpenbergs socken bildades på 1600-talet (Garpenbergs församling 1607). Garpenbergs nuvarande kyrka är från 1786, men den ersatte en träkyrka från 1610.
Enligt traditionen är gruvkapellet på orten äldre än sockenkyrkan. Detta kapell är Sveriges enda bevarade (ovan jord) och är rest i timmer och två våningar hög, på en höjd mitt bland gruvlavarna. Själva kapellsalen finns i bottenvåningen, och i rummet (tidigare kontor) på övervåningen finns numera ett gruvmuseum.

### Funktion
Gruvkapellet var på 1600- och 1700-talskartor omväxlande omnämnt som Contoir (kontor) och bönestuga. Sannolikt har byggnaden flyttats minst en gång tidigare.
Byggnaden hade flera funktioner. Dels skulle gruvarbetarna få höra Guds ord innan de inledde dagens arbete. Och dels kunde de i byggnaden prickas av som närvarande (jämför stämpelkort). Så sent som på 1700-talet var det obligatoriskt att närvara vid gruvbönen. Frånvaro utan giltig orsak ledde till böter.

### Senare år
Kapellet flyttades 1947 150 meter, till sin nuvarande plats, och samtidigt genomgick byggnaden en restaurering.
Gruvkapellet förklarades 1988 som byggnadsminne. Det har en enkel inredning i grått med ett rött tegelgolv. Kapellsalen har plats för 30 sittande gäster. Lokalen kan bokas för dop och vigslar.  El finns att slå på vid behov. Byggnaden ägs av Boliden. Garpenbergs hembygdsförening äger föremål och sköter visningar.

## Galleri

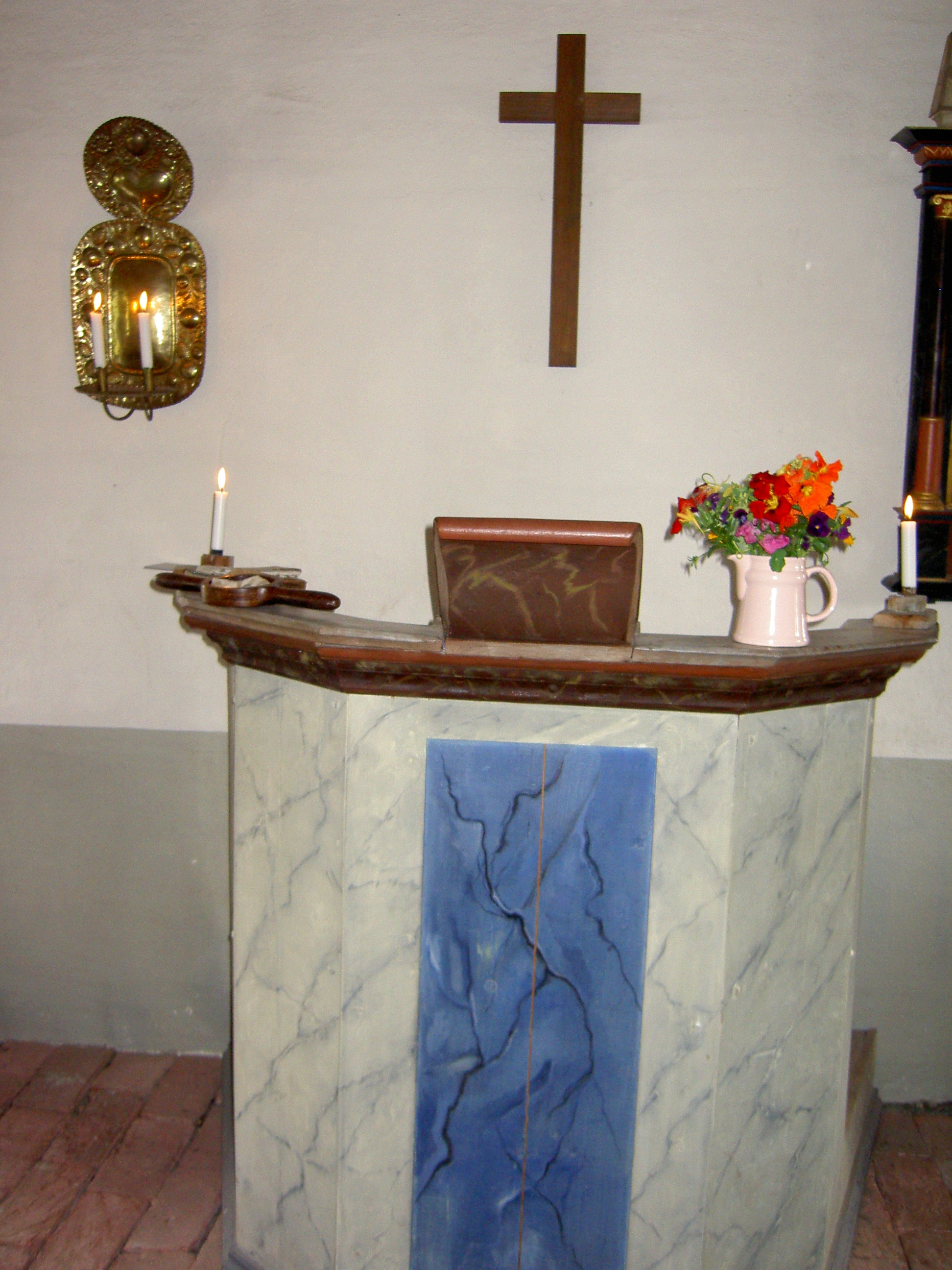
Predikstolen
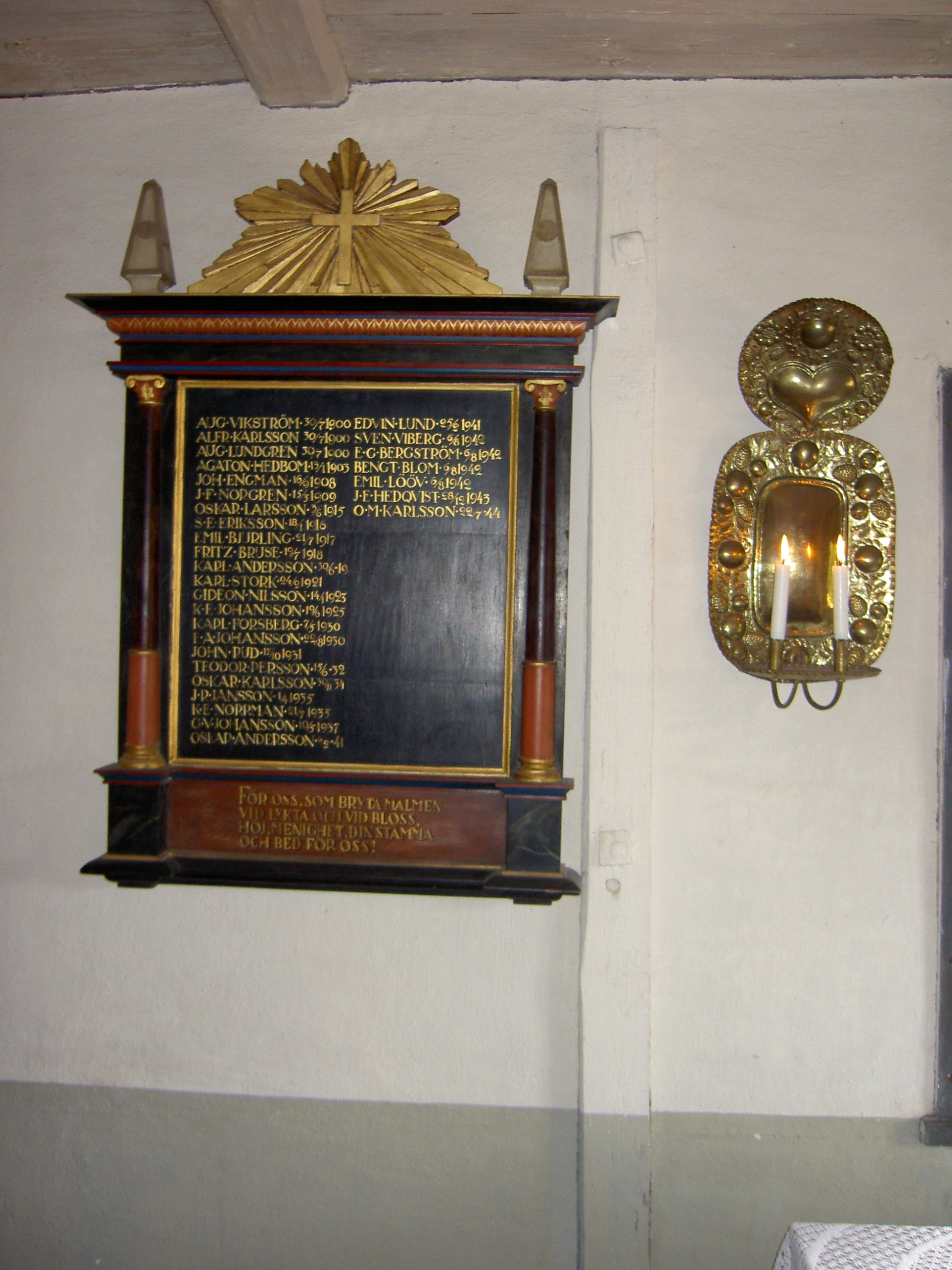
Minnestavla över förolyckade i gruvan
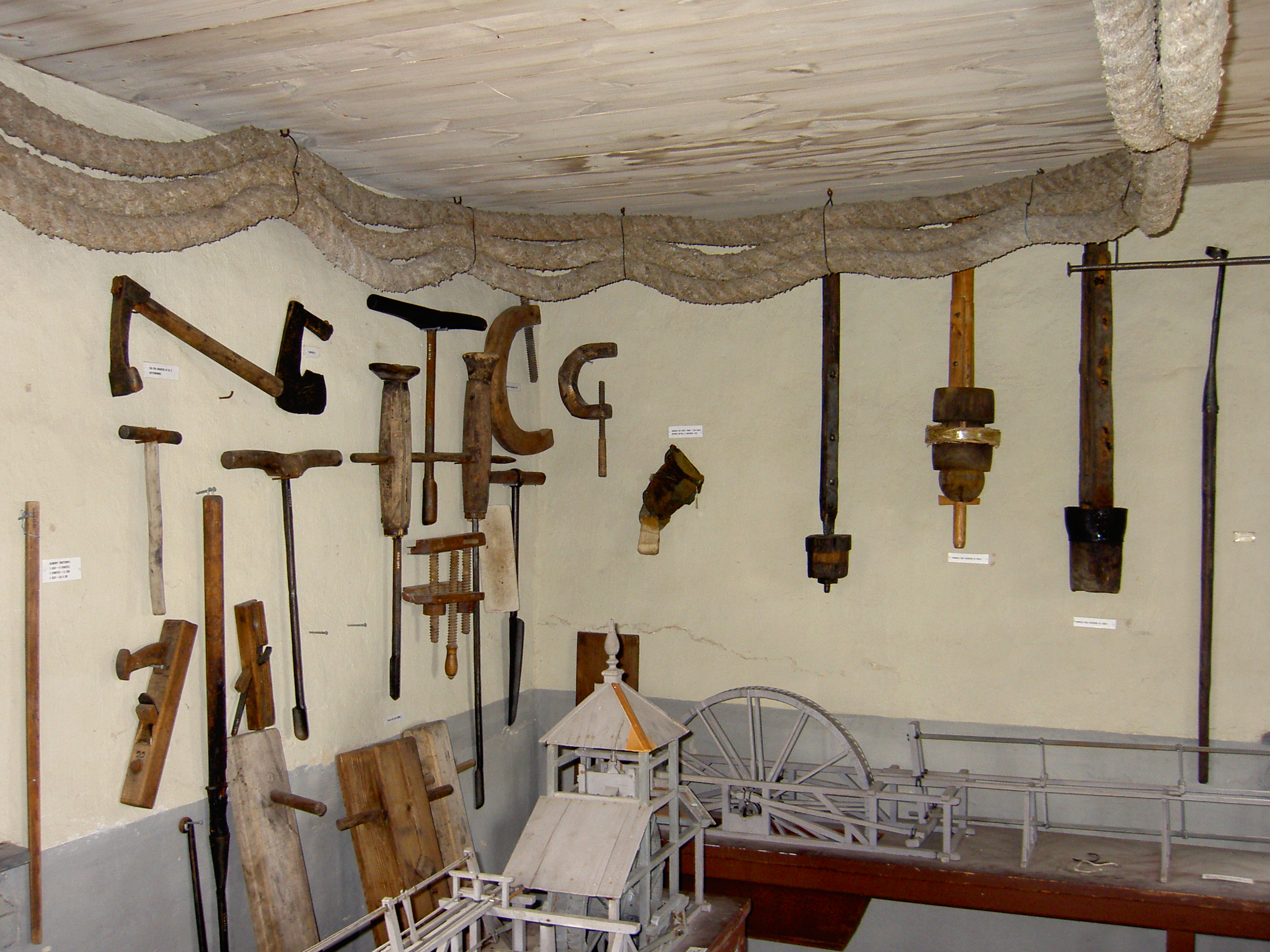
Gruvmuseet på ovanvåningen
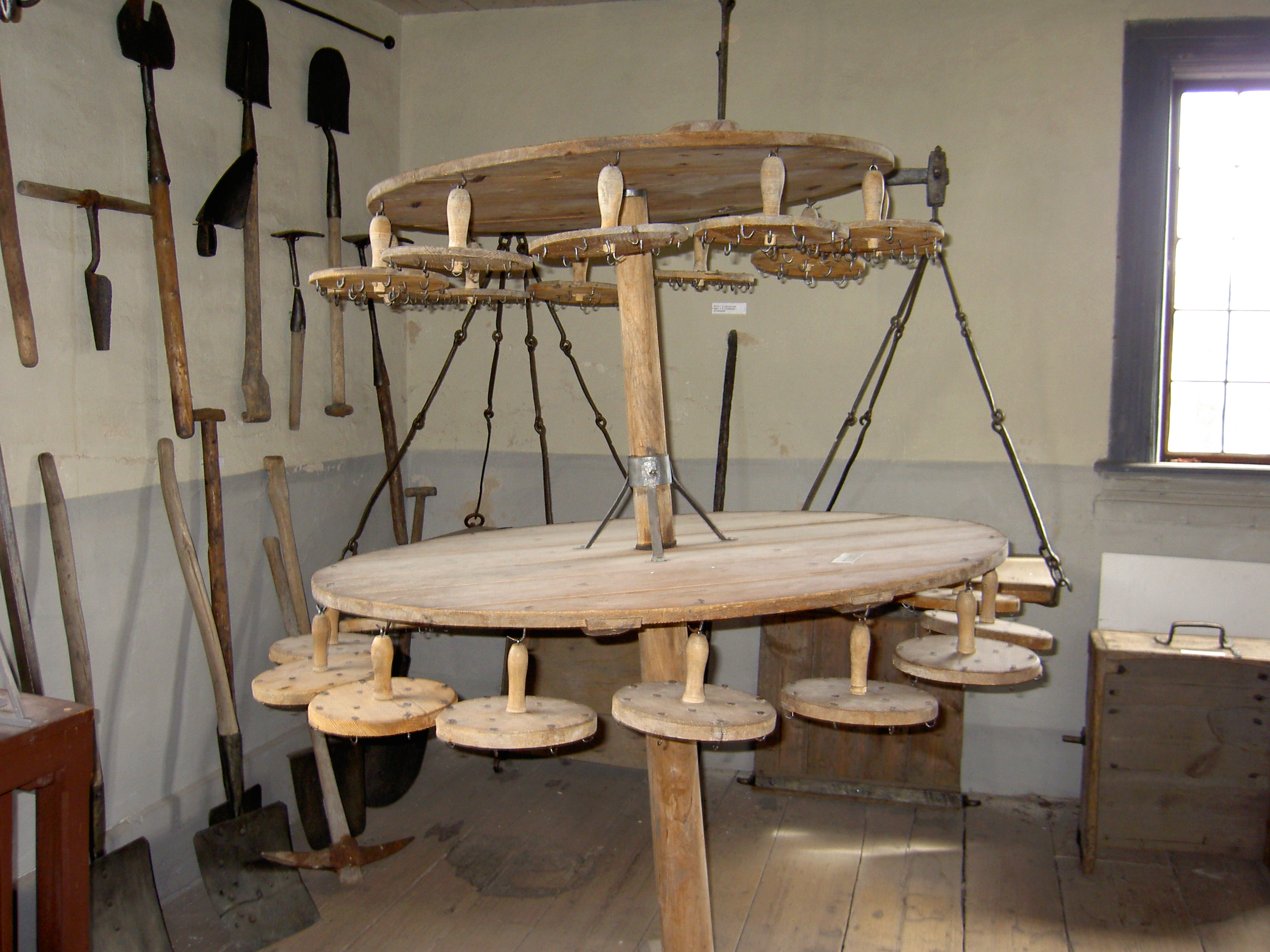
Gruvmuseet på ovanvåningen